# Orr Peak
Der Orr Peak ist ein Berg in der antarktischen Ross Dependency. Er ragt in der Miller Range des Transantarktischen Gebirges oberhalb des Marsh-Gletschers auf und bildet den östlichen Ausläufer der Felsenkliffs südlich des Argo-Gletschers.
Die neuseeländische Südgruppe der Commonwealth Trans-Antarctic Expedition (1955–1958) erkundete ihn im Dezember 1957. Namensgeber ist Reginald Herbert Orr (1927–1928), neuseeländischer Wissenschaftler im Rahmen des Internationalen Geophysikalischen Jahres auf der Scott Base im Jahr 1957.